# Lumban Huayan (Sosa)
Lumban Huayan is een bestuurslaag in het regentschap Padang Lawas van de provincie Noord-Sumatra, Indonesië. Lumban Huayan telt 276 inwoners (volkstelling 2010).